# Gustav von Arnim (General)
Gustav Karl Heinrich Ferdinand Emil von Arnim (* 28. Januar 1829 in Potsdam; † 20. April 1909 in Berlin) war ein preußischer General der Infanterie und Rechtsritter des Johanniterordens.

## Leben

### Herkunft
Gustav entstammte dem alten märkischen Adelsgeschlecht von Arnim. Er war der Sohn des späteren Generals der Infanterie Gustav von Arnim (1796–1877) und dessen Ehefrau Albertine, geborene Freiin von Montmartin (1797–1863).

### Militärkarriere
Arnim trat am 1. September 1840 dem Kadettenkorps Potsdam bei, wurde aber aufgrund schlechter Gesundheit am 19. Oktober 1841 auf Wunsch des Vaters wieder entlassen. Er besuchte daraufhin Gymnasien in Erfurt und Berlin. Am 11. Juli 1848 trat er in das Garde-Jäger-Bataillon der Preußischen Armee ein und wurde dort am 10. April 1849 zum Fähnrich ernannt sowie am 13. Juli 1850 zum Sekondeleutnant befördert.
Zu Beginn des Deutsch-Französischen Krieges wurde Arnim als Major mit der Führung des Garde-Jäger-Bataillons beauftragt und kämpfte mit diesem u. a. in der Schlacht von Sedan, bei Gravelotte sowie der Belagerung vor Paris. Für seine Leistungen erhielt er das Eiserne Kreuz beider Klassen. Nach Beendigung des Krieges wurde Arnim als Kommandeur des Garde-Jäger-Bataillons bestätigt und am Sedantag 1873 zum Oberstleutnant befördert. Am 28. Oktober 1875 beauftragte man ihm mit der Führung des Kaiser Franz Garde-Grenadier-Regiment Nr. 2 und ernannte Arnim unter gleichzeitiger Beförderung zum Oberst am 20. September 1876 zu dessen Kommandeur.
Im weiteren Verlauf seiner Militärkarriere kommandierte Arnim ab 9. Juli 1887 die 7. Division, bis er am 15. März 1890 in Genehmigung seines Abschiedsgesuches als General der Infanterie mit Pension zur Disposition gestellt wurde. In Würdigung seiner Verdienste stellte Wilhelm II. ihn am 27. Januar 1893 à la suite des Garde-Jäger-Bataillons.
Am 20. Dezember 1900 wurde er als Knight Grand Cross in den britischen Royal Victorian Order aufgenommen.

### Familie
Arnim heiratete am 9. Juni 1855 in Berlin Elise Gumtau (1830–1914), die Mitbesitzerin der später verkauften Güter Blankenfelde und Rosenthal im Kreis Niederbarnim. Ihr Sohn Gustav von Arnim (1856–1932) schlug ebenfalls die Militärlaufbahn ein und wurde Generalleutnant.